# Fahrzeugheizung
Die Fahrzeugheizung bewirkt, dass die Fahrgastzelle eines Fahrzeuges auch bei niedrigen Außentemperaturen eine angenehme Temperatur aufweist.
Meist wird sie mit der Motorkühlung eines Kraftfahrzeuges gekoppelt. Bei wassergekühlten Motoren wird das warme Wasser mit einem zweiten Wärmeübertrager verwendet, die Luft in der Kabine zu erwärmen. Meist kann man von Umluft auf Außenluft umstellen. Bei Umluft erfolgt die Erwärmung schneller, da die bereits vorher erwärmte Luft weiter erwärmt wird. Bei Außenluft wird Frischluft in die Kabine zugeführt. In beiden Varianten wird die Luftzirkulation durch ein Gebläse mit mehreren Stufen unterstützt.
Da die Heizung nur bei laufendem Motor wirksam ist, gibt es manchmal in Fahrzeugen, in denen die Insassen länger auch im stehenden Fahrzeug sitzen, eine Standheizung. Diese wird entweder elektrisch oder mit einem Brenner betrieben, in dem der jeweils für den Motor verwendete Kraftstoff verbrannt wird. Die Wärme wird je nach Bauart entweder über ein Gebläse direkt an die Luft im Innenraum oder über eine elektrisch betriebene Pumpe an das Kühlwasser übertragen. Die Standheizung kann häufig auch zeitgesteuert oder ferngesteuert eingeschaltet werden, so dass bereits beim Losfahren eines Fahrzeuges eine angenehme Temperatur herrscht. Bei Wasser-Standheizungen kann zudem der Motor bereits vor dem Starten auf Betriebstemperatur gebracht werden.
Bei neueren Fahrzeugen mit effizienteren Dieselmotoren wird das durch die geringe Verlustwärme entstehende Wärmedefizit mittels Zuheizer ausgeglichen.
Zu den Heizungen eines Fahrzeuges zählen weiterhin:
- Sitzheizung: die elektrisch Beheizung der Sitzoberfläche, welche auf dem Stromwärmegesetz basiert.
- Heckscheibenheizung: Ein elektrischer Heizdraht ist auf der Heckscheibe innen befestigt und bewirkt beim Einschalten ein Aufheizen der Scheibe. Die Erwärmung der Glasoberfläche über den Taupunkt verhindert ein Beschlagen oder Anfrieren von Wasser.
- Außenspiegelheizung: Die Funktionsweise ist gleich mit der Heckscheibenheizung und ist meistens miteinander einschaltbar.
- Windschutzscheibenheizung: Die Heizdrähte sind wesentlich feiner als bei einer Heckscheibenheizung, da sie das Sichtfeld nicht beeinträchtigen dürfen.
- Lenkradheizung: Im Steuerrad sind integrierte Heizelemente verbaut
- Nackenheizung: eine Nackenheizung in Roadstern und Cabriolets.